# Luotoinen
Luotoinen eller Luotonen är en sjö i Finland. Den ligger i kommunen Miehikkälä i landskapet Kymmenedalen, i den södra delen av landet, 170 km öster om huvudstaden Helsingfors. Luotoinen ligger 49 meter över havet. I omgivningarna runt Luotoinen växer i huvudsak blandskog. Arean är 20 hektar och strandlinjen är 2,26 kilometer lång. Sjön  ingår i Urpalanjokis huvudavrinningsområde. 